# NHL (1962/1963)
Sezon NHL 1962-1963 był 46. sezonem ligi NHL. Sześć zespołów rozegrało po 70 meczów w sezonie zasadniczym. Puchar Stanleya zdobyła drużyna Toronto Maple Leafs.

## Sezon zasadniczy
M = Mecze, W = Wygrane, P = Przegrane, R = Remisy, PKT = Punkty, GZ = Gole Zdobyte, GS = Gole Stracone, KwM = Kary w minutach
| Drużyna             | M  | W  | P  | R  | PKT | GZ  | GS  | KwM |
| ------------------- | -- | -- | -- | -- | --- | --- | --- | --- |
| Toronto Maple Leafs | 70 | 35 | 23 | 12 | 82  | 221 | 180 | 816 |
| Chicago Black Hawks | 70 | 32 | 21 | 17 | 81  | 194 | 178 | 906 |
| Montreal Canadiens  | 70 | 28 | 19 | 23 | 79  | 225 | 183 | 751 |
| Detroit Red Wings   | 70 | 32 | 25 | 13 | 77  | 200 | 194 | 964 |
| New York Rangers    | 70 | 22 | 36 | 12 | 56  | 211 | 233 | 657 |
| Boston Bruins       | 70 | 14 | 39 | 17 | 45  | 198 | 281 | 636 |

### Najlespi strzelcy
| Zawodnik        | Drużyna             | Mecze | Bramki | Asysty | Punkty | Kary w minutach |
| --------------- | ------------------- | ----- | ------ | ------ | ------ | --------------- |
| Gordie Howe     | Detroit Red Wings   | 70    | 38     | 48     | 86     | 100             |
| Andy Bathgate   | New York Rangers    | 70    | 35     | 46     | 81     | 54              |
| Stan Mikita     | Chicago Black Hawks | 65    | 31     | 45     | 76     | 69              |
| Frank Mahovlich | Toronto Maple Leafs | 67    | 36     | 37     | 73     | 56              |
| Henri Richard   | Montreal Canadiens  | 67    | 23     | 50     | 73     | 57              |

## Playoffs

### Półfinały
| Toronto Maple Leafs – Montreal Canadiens                    | Toronto Maple Leafs – Montreal Canadiens | Toronto Maple Leafs – Montreal Canadiens | Toronto Maple Leafs – Montreal Canadiens | Toronto Maple Leafs – Montreal Canadiens | Toronto Maple Leafs – Montreal Canadiens |
| Data                                                        | Wyjazd                                   | Wyjazd                                   | Dom                                      | Dom                                      |                                          |
| ----------------------------------------------------------- | ---------------------------------------- | ---------------------------------------- | ---------------------------------------- | ---------------------------------------- | ---------------------------------------- |
| 26 marca                                                    | Montreal                                 | 1                                        | 3                                        | Toronto                                  |                                          |
| 28 marca                                                    | Montreal                                 | 2                                        | 3                                        | Toronto                                  |                                          |
| 30 marca                                                    | Toronto                                  | 1                                        | 0                                        | Montreal                                 |                                          |
| 2 kwietnia                                                  | Toronto                                  | 1                                        | 3                                        | Montreal                                 |                                          |
| 4 kwietnia                                                  | Montreal                                 | 0                                        | 2                                        | Toronto                                  |                                          |
| Toronto wygrało 4:1 i awansowało do finału Pucharu Stanleya |                                          |                                          |                                          |                                          |                                          |

| Chicago Blackhawks – Detroit Red Wings                      | Chicago Blackhawks – Detroit Red Wings | Chicago Blackhawks – Detroit Red Wings | Chicago Blackhawks – Detroit Red Wings | Chicago Blackhawks – Detroit Red Wings | Chicago Blackhawks – Detroit Red Wings |
| Data                                                        | Wyjazd                                 | Wyjazd                                 | Dom                                    | Dom                                    |                                        |
| ----------------------------------------------------------- | -------------------------------------- | -------------------------------------- | -------------------------------------- | -------------------------------------- | -------------------------------------- |
| 26 marca                                                    | Detroit                                | 4                                      | 5                                      | Chicago                                |                                        |
| 28 marca                                                    | Detroit                                | 2                                      | 5                                      | Chicago                                |                                        |
| 31 marca                                                    | Chicago                                | 2                                      | 4                                      | Detroit                                |                                        |
| 2 kwietnia                                                  | Chicago                                | 1                                      | 4                                      | Detroit                                |                                        |
| 4 kwietnia                                                  | Detroit                                | 4                                      | 2                                      | Chicago                                |                                        |
| 7 kwietnia                                                  | Chicago                                | 4                                      | 7                                      | Detroit                                |                                        |
| Detroit wygrało 4:2 i awansowało do finału Pucharu Stanleya |                                        |                                        |                                        |                                        |                                        |

### Finał Pucharu Stanleya
| Toronto Maple Leafs – Detroit Red Wings       | Toronto Maple Leafs – Detroit Red Wings | Toronto Maple Leafs – Detroit Red Wings | Toronto Maple Leafs – Detroit Red Wings | Toronto Maple Leafs – Detroit Red Wings | Toronto Maple Leafs – Detroit Red Wings |
| Data                                          | Wyjazd                                  | Wyjazd                                  | Dom                                     | Dom                                     |                                         |
| --------------------------------------------- | --------------------------------------- | --------------------------------------- | --------------------------------------- | --------------------------------------- | --------------------------------------- |
| 9 kwietnia                                    | Detroit                                 | 2                                       | 4                                       | Toronto                                 |                                         |
| 11 kwietnia                                   | Detroit                                 | 2                                       | 4                                       | Toronto                                 |                                         |
| 14 kwietnia                                   | Toronto                                 | 2                                       | 3                                       | Detroit                                 |                                         |
| 16 kwietnia                                   | Toronto                                 | 4                                       | 2                                       | Detroit                                 |                                         |
| 18 kwietnia                                   | Detroit                                 | 1                                       | 3                                       | Toronto                                 |                                         |
| Toronto wygrało 4:1 i zdobyło Puchar Stanleya |                                         |                                         |                                         |                                         |                                         |

## Nagrody
| Art Ross Trophy:              | Bobby Hull, Chicago Blackhawks    |
| Calder Memorial Trophy:       | Kent Douglas, Toronto Maple Leafs |
| Hart Memorial Trophy:         | Gordie Howe, Detroit Red Wings    |
| Lady Byng Memorial Trophy:    | Dave Keon, Toronto Maple Leafs    |
| Vezina Trophy:                | Glenn Hall, Chicago Blackhawks    |
| James Norris Memorial Trophy: | Doug Harvey, New York Rangers     |